# Зірікли (Біжбуляцький район)
Зірікли́ (рос. Зириклы, башк. Ерекле) — село у складі Біжбуляцького району Башкортостану, Росія. Адміністративний центр Зіріклинської сільської ради.
Населення — 506 осіб (2010; 555 в 2002).
Національний склад:
- чуваші — 89 %

## Видатні уродженці
- Васильєв Павло Юхимович — Герой Радянського Союзу.